# Великое нефтяное месторождение
Великое нефтяно́е месторожде́ние — нефтяное месторождение, расположенное в Харабалинском районе Астраханской области России.
В геологическом отношении месторождение расположено на территории Тамбовского лицензионного участка. Площадь месторождения составляет около 800 кв. км.

## Характеристики месторождения
Приблизительные запасы месторождения составляют около 300 млн тонн нефти и 90 млрд кубометров газа, глубина залегания которых колеблется от 2 до 5 км. Из них извлекаемые запасы составляют 42,3 млн тонн.